# Hallau
Hallau (sve do 1934. godine se zvalo Unterhallau) je mjesto u Švicarskoj u kantonu Schaffhausenu. Mjesto leži u Klettgauu.

## Zemljopis
Hallau koji se prostire na 15 četvornih kilometara, na visini od 421 metra nadmorske visine. 15 je kilometara istočno od središta Schaffhausena.

## Povijest
Prvi se put spominje 1064. godine. Do 1934. godine nosilo je ime Unterhallau.

## Grb
U crvenom polju je bijeli ljiljan, te gore i dolje po jedna šesterokutna žuta zvijezda. Ovaj grb se koristi od 1542. godine.

## Stanovništvo
Popis stanovništva Hallaua prema službenim statistikama. Prema podatcima iz 2008. godine 15% stanovništva su stranci.
| Godina | Broj stanovnika |
| ------ | --------------- |
| 1531.  | 120             |
| 1771.  | 1729            |
| 1850.  | 2607            |
| 1900.  | 1870            |
| 1910.  | 1764            |
| 1950.  | 1959            |
| 2000.  | 2008            |
| 2010.  | 2035            |

## Poznate osobe
- Walther Bringolf (*1895. - † 1981.), političar
- Gerhard Blocher, političar

## Gospodarstvo
Većinom se živi od poljoprivrede i točnije vinogradarstva, po kojem je ovo mjesto u cijeloj Švicarskoj poznato a i šire.

## Kultura
Dvije se crkve u Hallauu zovu Sveti Mavro;  Sankt Moritz Dorfkirche (u samom mjestu) te Sankt Moritz Bergkirche (na brdašcu) a spomendan je 22. rujna.

## Vanjske poveznice
- Službena stranica